# Phonographenwalze

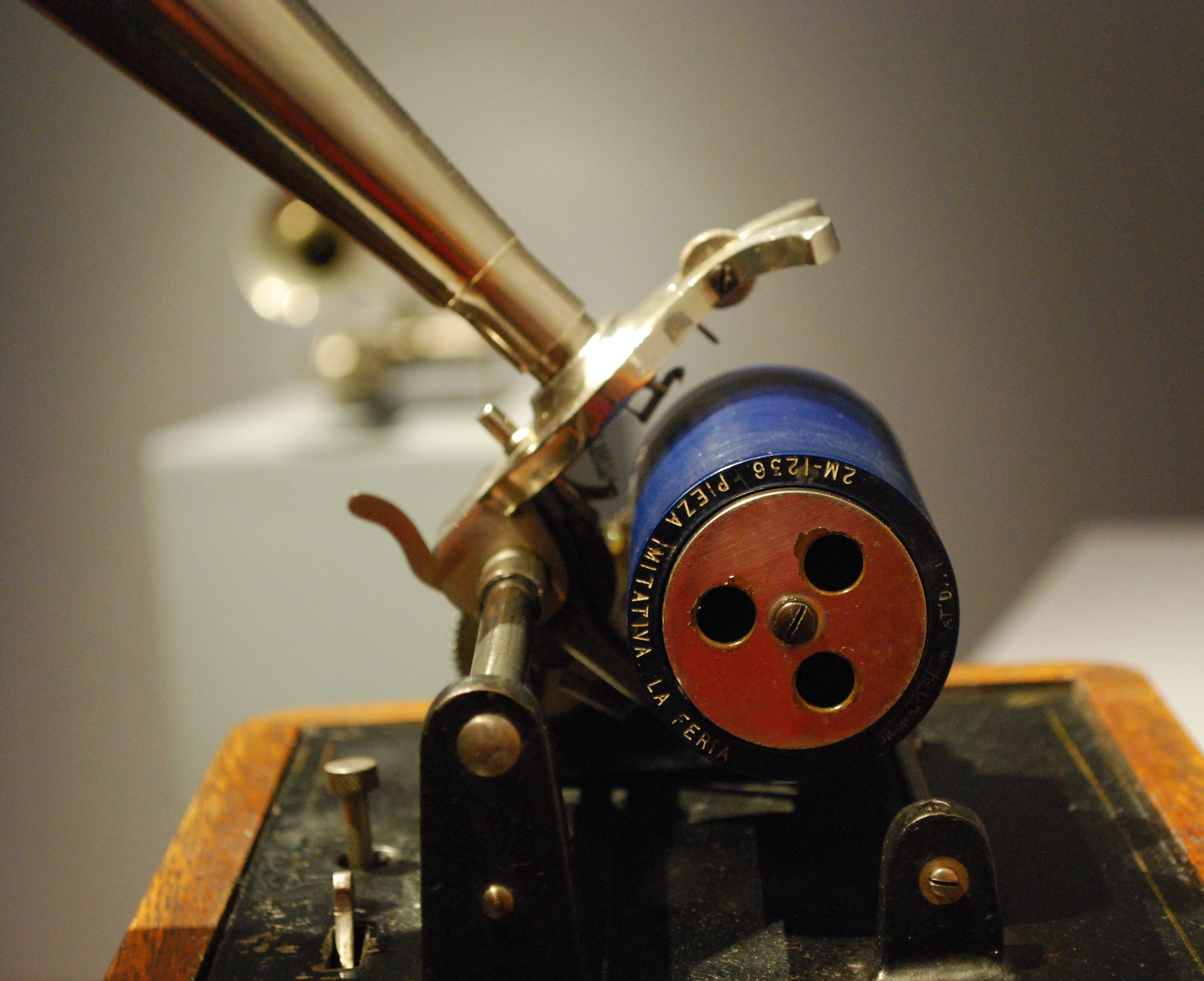
Edison-„Blue Amberol“-Walze auf einem Columbia BK Jewel Phonographen.

Die Phonographenwalze, auch Phonographenzylinder genannt, war ein Medium zur Tonaufzeichnung, welches im Jahre 1885 von Chichester Alexander Bell und Charles Sumner Tainter während der Fortentwicklung des Edison-Phonographen erfunden und 1887 von Thomas Alva Edison für seinen verbesserten Phonographen in veränderter Form übernommen wurde.

## Entwicklung

### Bell und Tainter
Nachdem Thomas Alva Edison die Entwicklung seines Phonographen vorübergehend nicht mehr weiter vorantrieb, da ihm der Forschungsaufwand im Verhältnis zum finanziellen Ertrag zu hoch erschien, begannen Chichester Bell und Charles Sumner Tainter in dem von Alexander Graham Bell finanzierten Volta Laboratory mit der Weiterentwicklung des Edison-Phonographen. Ihr Hauptaugenmerk lag hierbei auf der Verbesserung der Aufnahme- und Wiedergabequalität der später als Graphophon bezeichneten Sprechmaschine.
Der von Edison erfundene Zinnfolien-Phonograph (Tin Foil Phonograph) schrieb die mechanisch transformierten Schallwellen nur unvollständig, in Punkten und Ovalen, auf einen mit einer Zinnfolie überspannten, um sich selbst rotierenden Zylinder aus Metall, was zu einer unsauberen, mit starken Nebengeräuschen behafteten Wiedergabe führte. Dieses Problem aufgreifend experimentierten Bell und Tainter unter anderem mit Tonträgern, die in ihrem Kern aus mehreren Papierstreifen (später aus Pappe) bestanden und mit einer Schicht aus Wachs überzogen waren. Der Vorteil dieses Materials lag im Wesentlichen darin, dass die zuvor lückenhaft aufgezeichneten Schallwellen nunmehr vollständig, ähnlich wie bei einer Drehbank, gleichmäßig sowie ohne Unterbrechung in den Tonträger geschrieben wurden und dadurch eine erhebliche Verbesserung der klanglichen Wiedergabe eintrat. Die Erteilung des Patentes für den Wachszylinders mit einem Kern aus Pappe erfolgte am 4. Mai des Jahres 1886 gleichzeitig mit der Patentierung des Graphophons.

### Lioret

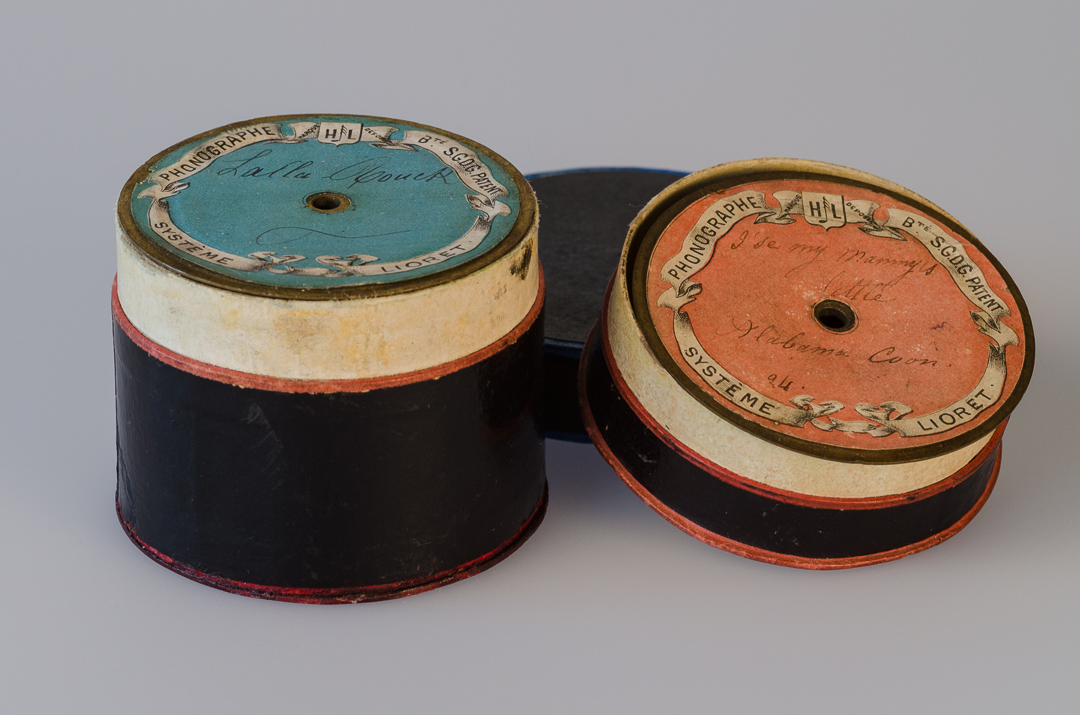
Lioret-Zylinder

Der französische Uhrmacher und Erfinder Henri Lioret entwickelte im Jahre 1893 einen kleinen Zelluloidzylinder für die Anwendung in einer sprechenden Puppe und fünf Jahre später, im Jahre 1897, einen Tonträger, der sich in seiner Konstruktionsweise erheblich von den gängigen Modellen unterschied. Seine Walzen bestanden aus einem Messingrohr mit Speichen, bedeckt von einer Hülse aus Zelluloid, einem haltbaren Material, das hier erstmals zum Zweck der Reproduktion von Tonsignalen seine Verwendung fand. Gleiches gilt für die Vervielfältigung der Zelluloidwalzen mittels Abformen. Um 1900 existierten Walzenformate in vielen verschiedenen Größen, die auf den dazugehörigen Uhrwerk-Phonographen Liorets abgespielt werden konnten.

### Edison
Nachdem Edison ein Kooperationsangebot von Bell und Tainter bezüglich der Weiterentwicklung der Walzenspieler abgelehnt hatte, begann er mit der Weiterentwicklung seines Phonographen (Improved Phonograph) und übernahm die Idee von Bell und Tainter, Wachs als Aufnahmemedium zu nutzen. Sein Hauptaugenmerk lag dabei auf der Verbesserung des Kopiervorganges und des Herstellungsverfahrens.
Anfänglich wurden die zum Verkauf gedachten Walzen direkt von den verschiedenen Künstlern bespielt, indem man mehrere Sprechmaschinen nebeneinander positionierte und die Tonträger parallel für die Aufnahme startete. Dieses individuelle Verfahren führte zu erheblichen Kosten, sodass Edison schon recht bald nach Methoden zu suchen begann, die dieses Prozedere ersetzen sollten. Zwar existierten schon Dupliziermaschinen, mit denen eine größere Anzahl an Walzen vervielfältigt werden konnten, indem eine bespielte Walze mit der gleichen Umdrehungsgeschwindigkeit wie die noch zu bespielende leere Walze rotierte und die Schallwellen mittels eines Hebelsystemes übertragen wurden. Diese Geräte waren jedoch nicht in der Lage, den zunehmenden Wünschen nach Tonaufzeichnungen gerecht zu werden.
Edison ersann daher, nach vielen Versuchen, im Jahr 1902 ein Verfahren zur Vervielfältigung, welches in Teilen bis in die heutige Produktion von Schallplatten einfließt, die Galvanisierung des Haupttonträgers. Zu diesem Zweck wurde ein Master in eine luftleere Kammer zwischen zwei Elektroden aus Blattgold positioniert, an denen eine Hochspannung anlag. Der dabei entstehende Lichtbogen riss feinste Goldteile von den Elektroden ab, die sich auf der mit gleichmäßiger Geschwindigkeit rotierenden Walze niedersetzten und dort anhafteten. Infolgedessen entstand ein feiner Überzug aus Gold, der sich, nunmehr elektrisch leitend, einer galvanischen Weiterverarbeitung zuführen ließ. Dabei wurde das Wachsoriginal entfernt und die verbliebene Matrize, eingefasst in ein Messingrohr, in flüssiges Wachs getaucht. Zog man nun die Matrize wieder aus dem Wachs, setzte sich, in Abhängigkeit vom Temperaturunterschied von Matrize und Wachs, am Metall eine unterschiedlich starke, in ihrer Dicke steuerbare Wachsschicht ab. Die Matrize selbst ließ sich aufgrund des unterschiedlichen Ausdehnungskoeffizienten von Metall und Wachs leicht von der Walzenkopie lösen, d. h. die Wachswalze zog sich stärker zusammen als die umgebende Matrize und konnte so aus der Metallform herausgezogen werden. Diese als Hartgusswalzen oder Goldgusswalzen bezeichnete Tonträger konnten nun, in passende Form gebracht, dem Verkauf zugeführt werden. Als Verpackung dienten Pappdosen die im Inneren teilweise mit Filz oder Watte ausgekleidet waren.

### Berliner
Nach der Entwicklung der haltbareren und weniger Platz erfordernden Schellackplatte des deutschstämmigen amerikanischen Erfinders Emil Berliner hatte die Wachswalze keine Zukunft mehr, welches sich im langsamen, aber stetigen Rückgang der Verkaufszahlen der Walzen äußerte. Der Hauptvorteil der Schallplatte bestand in der einfachen Reproduzierbarkeit und der ab 1904 verwendeten zweiten Seite. Im Sommer 1929 lieferte Thomas Alva Edison die letzten der seit 1912 aus Zelluloid gefertigten Blue-Amberol-Records-Walzen aus und beendete, wenige Tage vor dem Börsencrash in den Vereinigten Staaten, sein Engagement im Bereich der Tonaufzeichnung.
Dennoch blieb die Wachsplatte noch lange in Betrieb, vor allem im Rundfunk. So sendete der Westdeutsche Rundfunk (damals WERAG) am 16. Juli 1933 einen „Besuch in Nottuln bei der Feier des 550jährigen Bestehens der Sankt-Martinus-Bruderschaft (Wachsplattenaufnahme).“

## Aufnahme- und Wiedergabetechnik

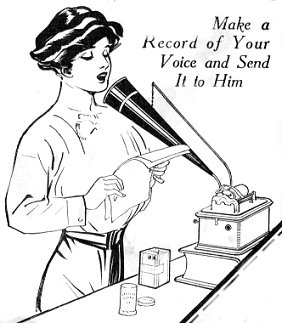
Aufnahme Walzenspieler

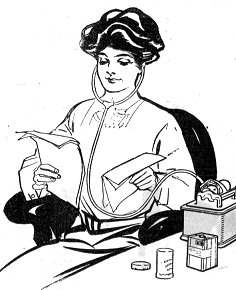
Wiedergabe Walzenspieler

Die Aufnahme erfolgte über einen Trichter, der den Schall auf eine Membran leitete, die mit einem scharfkantigen Stichel ausgerüstet war und die Schallschwingungen als abwechselnd flachere und tiefere Rille (Tiefenschrift) in das Wachs der rotierenden Walze gravierte. Dem entgegen wurde bei der Wiedergabe die sich mit gleicher Geschwindigkeit drehende Wachswalze durch einen halbkugelförmigen Saphir abgetastet, und die in einer Schalldose vom Saphir mechanisch auf eine Membran übertragenen Schwingungen wurden über Schläuche oder Schalltrichter hörbar gemacht.
Es ist anzumerken, dass die Schalldose bei Geräten mit Aufnahme- und Wiedergabemöglichkeit über eine mechanische Vorrichtung, auch Spindel genannt, voran bewegt wurde, um das erste Schneiden einer Tonrille zu ermöglichen. Spätere einfache Walzenspieler, die nur noch der Wiedergabe dienten, wiesen keine Spindel mehr auf. Die Tonrille selbst wurde nun für den Vortrieb der Schalldose genutzt.

## Walzenmaterial
Je nach Unternehmen und technischem Entwicklungsstand fanden für die Herstellung der Wachswalzen die unterschiedlichsten Materialien Verwendung. So gab man Stearin und Ätznatron in verschiedenen Mischungsverhältnissen dem Trägerstoff Wachs bei und steuerte hierdurch die Eigenschaften bezüglich der Härte oder der Weichheit des Tonträgers. Als Wachsträger fanden Bienenwachs, chemisches Wachs, Cerea-Wachs, Palmwachs und viele weitere Sorten ihre Anwendung. Des Weiteren wurden der Walzenmasse je nach Herstellungsland unterschiedliche Stoffe beigemischt. Die ersten Walzen aus Frankreich bestanden aus Kanauba-Wachs mit Natronseife. Die US-amerikanischen Walzen dagegen bestanden aus Stearinsäureseifen, Natriumstearat, Bleistearat und diversen Wachssorten.

## Walzenformate
Bell und Tainter
- 1885: Papierzylinder mit Wachsüberzug. Erste Version 9 Zoll (229 Millimeter) lang und 2 Zoll (51 Millimeter) im Durchmesser mit einem Wachsgemisch von 1/4 Zoll (6,35 Millimeter) überzogen und einer Spieldauer von 10 Minuten bei einem Abstand der Rillen von 1/250 Zoll (0,1 Millimeter) oder 120 Rillen pro Zoll. Zweite Version 6 Zoll (152 Millimeter) lang und 1,375 Zoll (35 Millimeter) im Durchmesser mit 150 Rillen pro Zoll.

Henri Lioret
- 1893: Zelluloidzylinder, die mit einer Umdrehungsgeschwindigkeit von 100–120/min rotierten und, je nach Modell, eine Spieldauer von 30 Sekunden bis 4 Minuten aufwiesen. Die Farbe der Etiketten verdeutlicht die Art der aufgespielten Musik: blau für Lieder, orange für instrumentale Stücke, rot für Fanfaren, grün für Harmonien, grau für Hymnen. Der Vertrieb der Walzen endete um das Jahr 1900.[3]

Edison
- 1895: Edison Records - Brown Wax Zylinder, mit denen die ersten kommerziellen Tonaufnahmen ihre Verbreitung fanden. Die Umdrehungsgeschwindigkeit betrug in der Regel 120 und 160/min. Die Spieldauer lag etwas über zwei Minuten. Die Walzen wurden bis in das Jahr 1901 hinein hergestellt und verkauft.[4]
- 1898: Concert Record - Brown Wax Zylinder mit einem Durchmesser von 5 Zoll (127 Millimeter) und wechselnden Umdrehungsgeschwindigkeiten, die anfänglich bei 120/min, danach bei 144/min und letztendlich bei 160/min lagen. Bezüglich der Lautstärke und Wiedergabequalität brachte dieser Walzentyp eine erheblich Steigerung mit sich. Der Verkauf endete im Jahre 1904.[5]
- 1902: Gold Moulded Record, Hartgußwalzen oder Goldgußwalzen, die erste von Edison industriell hergestellte Wachswalze mit einer Umdrehungsfrequenz von 160/min und einer Laufzeit von zwei Minuten. Ein Nachteil war die erhöhte Zerbrechlichkeit aufgrund des verwendeten Materials. Das Herstellungsende diese Walzentyps datiert auf das Jahr 1912.[6]
- 1908: Amberol Record, Wachswalze mit einer Spieldauer von vier Minuten, welche mit den bis dahin handelsüblichen Walzenspielern nicht kompatibel war, da die Schallrillen kleiner waren und enger beieinander lagen. Die Abspielgeräte benötigten eigene Schalldosen, ihre Leitspindel eine andere Steigung. Schon bald waren aber auch Phonographen mit umschaltbaren Schalldosen und Spindelmechaniken im Handel erhältlich, welche sowohl den alten als auch den neuen Walzentyp abspielen konnten. Die Produktion der „Wachs-Amberols“ endete im Jahre 1912.[7]
- 1912: Blue Amberol Records, der letzte von Edison hergestellte und vertriebene Walzentyp mit gleichen Maßen wie der vorherige, nun aber aus Zelluloid gefertigt und dadurch mit einer vermeintlich höheren Haltbarkeit ausgestattet, die sich jedoch auf lange Sicht nicht bestätigte. Die Spieldauer lag wie bei dem Vorgängertyp bei 4 Minuten. Die letzten Walzen gelangten 1929 in den Handel.[8]

Sonstige Walzenformate
Aufgrund der großen Anzahl von Walzenherstellern und der von ihnen hergestellten und vertriebenen Walzentypen ist es nahezu unmöglich, all diese zu erfassen. Nachfolgende Auflistung soll einen kleinen Überblick über die Vielfältigkeit des damaligen Angebotes an Phonographenwalzen geben, der natürlich keinen Anspruch auf Vollständigkeit erheben kann.
- Columbia Phonograph Company
- Busy-Bee
- Indestructible Records
- U.S. Everlasting
- Lambert
- Pathé
- Edison Bell
- Sterling